# Euskalmet
Euskalmet, acrónimo del nombre en euskera Euskal Meteorologia Agentzia, es el servicio vasco de meteorología, creado en 1990 como Comisión Vasca de Meteorología.
La Dirección de Atención de Emergencias y Meteorología, dirigida desde marzo de 2021 por Fernando Izaguirre García, depende del Departamento de Seguridad del Gobierno vasco, a la cabeza del cual se encuentra Josu Iñaki Erkoreka Gervasio.